# Hagana
Hagana (hebrejsko ההגנה – obramba) je bila judovska paravojaška organizacija, ki je delovala v času britanskega mandata za Palestino (1921-1948) in je kasneje postala jedro izraelskih obrambnih sil.

## Zgodovina
Judovske oborožene organizacije so začele nastajati že kmalu po začetku priseljevanja Judov na območje Palestine. Sprva so bile te enote zelo maloštevilne in namenjene zaščiti pred tatovi in drugimi prestopniki. Leta 1907 je bila ustanovljena organizacija Bar Giora, leta 1909 pa je prerasla v organizacijo Hašomer (השומר: stražar, čuvaj). Ta organizacija je v letu 1913 začela navezovati stike s sionističnimi organizacijami v Evropi, vendar je to prekinila prva svetovna vojna.
V času prve svetovne vojne so se judovski prostovoljci borili na strani Velike Britanije kot Judovska legija in sodelovali v operacijah britanske vojske na Galipoliju in v Egiptu proti Otomanskemu cesarstvu, še več prostovoljcev se je pridružilo leta 1917, ko so Britanci zasedli Palestino. Te enote so bile razpuščene s koncem vojne in mnogi prostovoljci so se vrnili v Palestino.
Marca 1920 je prišlo do spopada med judovskimi skupinami in sirskimi Arabci v vasi Tel Hai, aprila pa še do protijudovskih izgredov v Jeruzalemu. Britanci v tem konfliktu niso posredovali, kar je odnose med Judi, Arabci in Britanci še dodatno skrhalo. Ker so Judje sklepali, da jim Britanci ne bodo nudili zaščite pred napadi Arabcev, so judovski voditelji kljub britanskemu nasprotovanju ustanovili organizacijo Hagana.

## Obdobje po ustanovitvi
Po ustanovitvi se je Hagana okrepila, vendar še vedno ni imela vodstvene strukture. Njene enote so bile slabo opremljene in so delovale zgolj na lokalnem nivoju, kjer so varovale kibuce. Hagana sprva ni imela podpore judovskih političnih organizacij, ki še niso bile pripravljene prevzeti skrbi in odgovornosti za to novoustanovljeno vojaško formacijo.
Situacija se je spremenila v letu 1929, ko so se Judje in Arabci sprli zaradi dostopa do zida žalovanja v Jeruzalemu, v nemirih pa je bilo ubitih 133 Judov. Hagana je tako prišla pod nadzor Judovske agencije, čeprav so jo Britanci in Arabci še vedno smatrali kot ilegalno organizacijo. Hagana je tako prevzela zaščito skoraj vseh judovskih naselbin in se oborožila s tujim, kot tudi z doma proizvedenim orožjem.

## Nesoglasja in delitev
Voditelji so delovanje Hagane strogo omejili na varovanje judovskih naselbin. Povračilnih akcij proti arabskim napadalcem na judovske naselbine zato praktično ni bilo. To je močno motilo nekatere pripadnike, ki so menili, da Hagana preslabo zastopa judovske interese in da bi morala sprožiti tudi povračilne akcije proti Arabcem. Leta 1931 se je od Hagane odcepila skupina pod vodstvom Avrahama Tehomija, ki je bila kasneje znana pod imenom Irgun. Leta 1937 se je približno polovica takratnega članstva Irguna vrnila v Hagano.

## Obdobje pred in med drugo svetovno vojno
Med letoma 1936 in 1939 je v Palestini prišlo do velike arabske vstaje, ki je bila usmerjena proti Judom in tudi proti britanski oblasti. Britanci so kljub temu, da Hagane niso priznavali, z njo sodelovali pri dušenju nemirov in pomagali pri ustanovitvi judovskih policijskih in tudi specialnih enot, ki jih je uril britanski polkovnik Orde Wingate. V teh letih je bila Hagana vsaj delno legalizirana, izkušnje, ki jih je pridobila v bojih, pa so Judom omogočile prednost v palestinski vojni, ki je izbruhnila leta 1948.
Zaradi številnih judovskih imigracij kot posledica širjenja nacizma v Evropi so Britanci sprejeli odlok, s katerim so močno omejili priseljevanje Judov v Palestino. Takratni predsednik Judovske agencije, David Ben-Gurion se z Britanci zaradi skupnega sovražnika ni želel spuščati v odprt konflikt, bili pa so organizirani protesti proti priselitvenim kvotam in obsežna mreža ilegalnega priseljevanja.
Z začetkom druge svetovne vojne je hiter nemški prodor skozi Severno Afriko spodbudil Britance k ponovni podpori Hagane, ki bi v primeru uspešnega nemškega prodora sodelovala pri obrambi Palestine. Mnogo Judov je že sodelovalo v bojih, in sicer na strani Britancev. Hagana je organizirala specialne enote, imenovane Palmah, ki bi izvajale sabotaže v primeru nemške zasedbe Palestine. Njeni pripadniki so polovico časa opravljali delovno obveznost v kibucih, polovico časa pa so se urili. Po koncu nemške nevarnosti so Britanci s podporo Hagane prenehali, so pa kasneje po dolgih pogajanjih ustanovili Judovsko brigado, v kateri so služili izključno Judje in se je borila pod svojo zastavo. Judovska brigada se je borila v Severni Afriki in kasneje v Italiji, in pri tem pridobila dragocene izkušnje, ki jih je po vrnitvi prenesla domov.
V letu 1944 po atentatu na lorda Moyna v Kairu, ki ga je izvedla organizacija Lehi, je Hagana sodelovala z Britanci pri lovu na pripadnike organizacije Irgun. To je povzročilo ogorčenje med Judi, ki so to označili kot izdajo. Takratni vodja Irguna, Menahem Begin, je kljub temu uspel preprečiti stopnjevanje konflikta med organizacijama.

## Obdobje po vojni
Proti koncu vojne Britanci kljub sodelovanju z Judi niso spremenili politike priseljevanja. Hagana je zato skupaj z organizacijama Irgun in Lehi, ustanovila enotno judovsko odporniško gibanje. Namen tega gibanja je bil doseči umik Britancev in ustanovitev judovske države. Hagana je izvedla napad na britansko begunsko taborišče Atlit in pri tem osvobodila 208 nelegalnih judovskih priseljencev, poleg tega je izvedla več napadov na cestne in železniške povezave ter nadaljevala z ilegalnim priseljevanjem, ter z napadi na britanske radarske postaje in patruljne ladje ovirala britanske ukrepe proti priseljevanju. 
Hagana je v odporniškem gibanju sodelovala do bombnega napada na hotel King David v Jeruzalemu, po katerem se je distancirala od ostalih dveh skupin. Ker je bil pričakovan umik Britancev in možnost napada Arabcev po koncu britanskega mandata, je Hagana stopnjevala proizvodnjo orožja in streliva, razvila pa je tudi učinkovito obveščevalno službo. Hagana je tako prisluškovala telefonskim pogovorom Britancev in Arabcev, kradla orožje in izboljšala mrežo ilegalnega priseljevanja, ki je Britanci kljub trudu niso uspeli popolnoma onemogočiti. Po objavi načrta OZN o delitvi Palestine na judovski in arabski del je Hagana začela preobrazbo v redno vojaško formacijo in uvedla nabor.
Po začetku vojne v Palestini je Hagana najprej branila judovska območja pred napadi Arabcev, ki so bili na začetku enako ali celo bolje opremljeni kot Hagana. Z umikom večine Britancev je Hagana pričela tudi z zasedbo arabskih predelov. Po ustanovitvi Izraela 15. maja 1948 se je Hagana bojevala proti silam arabskih držav. 28. maja so bile ustanovljene Izraelske obrambne sile, ki so Hagano, Irgun in Lehi združile v eno organizacijo.